# Staniła
Staniła – wieś na Ukrainie w rejonie drohobyckim należącym do obwodu lwowskiego.
Wieś Stanilla położona na przełomie XVI i XVII wieku w powiecie drohobyckim ziemi przemyskiej województwa ruskiego, w drugiej połowie XVII wieku należała do starostwa drohobyckiego. W 1565 roku istniał tu trzan solny należący żupy solnej drohobyckiej. 